# Маметьевское сельское поселение
Маметьевское се́льское поселе́ние — муниципальное образование в Альметьевском районе Татарстана Российской Федерации.
Административный центр — село Маметьево.

## История
Статус и границы сельского поселения установлены Законом Республики Татарстан от 31 января 2005 года № 9-ЗРТ «Об установлении границ территорий и статусе муниципального образования "Альметьевский муниципальный район" и муниципальных образований в его составе».

## Население
| 2010  | 2011  | 2012  | 2013  | 2014  | 2015  | 2016  |
| ----- | ----- | ----- | ----- | ----- | ----- | ----- |
| 1452  | →1452 | ↗1508 | ↗1514 | ↗1528 | ↗1537 | ↘1511 |
| 2017  | 2018  |       |       |       |       |       |
| ↘1481 | ↘1452 |       |       |       |       |       |

## Состав сельского поселения
| № | Населённый пункт | Тип населённого пункта       | Население |
| - | ---------------- | ---------------------------- | --------- |
| 1 | Маметьево        | село, административный центр |           |
| 2 | Самарканд        | посёлок                      |           |
| 3 | Чупаево          | село                         |           |